# Smodicinodes hupingensis
Smodicinodes hupingensis là một loài nhện trong họ Thomisidae.
Loài này thuộc chi Smodicinodes. Smodicinodes hupingensis được miêu tả năm 2004 bởi Guo Tang, Chang-Min Yin & Peng.